# Melemaea
Melemaea is een geslacht van vlinders van de familie spanners (Geometridae), uit de onderfamilie Ennominae.

## Soorten
- M. antiquorum Dyar, 1920
- M. magdalena Hulst, 1896
- M. virgata Taylor, 1906